# Karel Doberšek
Karel Doberšek, slovenski učitelj in zadružni delavec, * 18. oktober 1889, Leše, Prevalje, † 14. september 1964, Prevalje. 
Po končanem učiteljišču v Celovcu (1908) je dve leti poučeval na Ojstrici (1908-1910), od 1910 v Žvabeku (nemško Schwabegg) na Koroškem. Od koroškega plebiscita 1920 do upokojitve 1935 je bil ravnatelj osnovne šole na Prevaljah. Šolsko delo je povezoval s krajevnimi potrebami in socialnimi razmerami otrok. Tako je nastalo njegovo pedagoško in sociološko delo Vpliv socialnih razmer na razvoj otroka na Prevaljah (1929). Ob nemški okupaciji je bil pregnan v Srbijo. Po osvoboditvi pa se je posvetil kmetijskemu zadružništvu v Mežiški dolini